# Vincenzo Raimondini
Vincenzo Raimondini (Messina, 10 ottobre 1758 – Napoli, 15 settembre 1811) è stato uno scienziato, geologo e mineralogista italiano.

## Biografia
Studiò all'università di Napoli, interessandosi di medicina, chimica, geologia e mineralogia. Nel 1789 Raimondini partì per un viaggio di studi in Germania, Inghilterra e Francia. Fu accompagnato da cinque illustri colleghi: Carmine Antonio Lippi, Giovanni Faicchio, Giuseppe Melograni, Andrea Savaresi e Matteo Tondi. Scopo del viaggio: conoscere le ultime tecniche estrattive, le ultime scoperte sui minerali, tecniche effusive e avvicinarsi sempre più al mondo della metallurgia a livello industriale. Chiamato in Calabria nel 1797 con il collega e amico Andrea Savaresi, per disegnare la carta geologica del regno, venne nominato in seguito primo direttore del Reale Museo Mineralogico di Napoli. Poco dopo diventò ispettore delle Acque e delle Foreste del regno, in particolare del servizio Geologico e di quello Minerario. Raimondini e Giuseppe Melograni furono insegnanti di mineralogia all'università di Napoli. Raimondini ottenne, assieme a Matteo Tondi, la carica di professore di mineralogia nella ristrutturata università di Napoli. Il 13 gennaio del 1810, davanti alla reale Accademia di Napoli, legge una nota sull'Azurlite, minerale di nuova scoperta, chiamato così in onore del ministro del Regno. Morì a Napoli nel 1811 all'età di cinquantotto anni.